# Heuerhaus Teufelsmoorstraße 3
Das Heuerhaus Teufelsmoorstraße 3 in der niedersächsischen Stadt Osterholz-Scharmbeck, Ortsteil Teufelsmoor, stammt aus der Mitte des 19. Jahrhunderts. Aktuell (2025) wird es als Wohnhaus genutzt.
Das Gebäude steht unter Denkmalschutz (siehe auch Liste der Baudenkmale in Osterholz-Scharmbeck).

## Geschichte und Beschreibung
Der Ort Teufelsmoor auf der Osterholzer Geest am Rand der Landschaft Teufelsmoor stammt aus dem 14. Jahrhundert und ist als Reihendorf durch die Landwirtschaft geprägt.
Das eingeschossige traufständige Gebäude als kleineres Zweiständer-Hallenhaus in Fachwerk mit Lehm-, Wellerwerk- und Steinausfachungen, reetgedecktem Krüppelwalmdach mit Uhlenloch und der Grooten Door mit Korbbogen wurde um 1810 in Einzellage gebaut.
Als Heuer wurden in Nordwestdeutschland landlose arme Landarbeiter bezeichnet, die einem Bauern günstige Hand- und Spanndienste leisteten und dafür Geld, Naturalien und ein Stück Ackerland als Pacht zur eigenen Bewirtschaftung und geringen Viehhaltung erhielten.
Das Landesdenkmalamt befand u. a.: „… Zweiständerbau des frühen 19. Jahrhunderts, das als Heuerhaus errichtet wurde …“